# Cryptoleptosphaeria
Cryptoleptosphaeria — монотиповий рід грибів. Назва вперше опублікована 1923 року.

## Види
База даних Species Fungorum станом на 24.10.2019 налічує 1 вид роду Cryptoleptosphaeria:
- Cryptoleptosphaeria moravica Petr., 1923

## Поширення та середовище існування
Знайдений на перитеціях Leptosphaeria та пікнідіях Sphaeropsis на мертвих стеблинах Phalaris arundinacea в Чехії.